# Sara Allgood

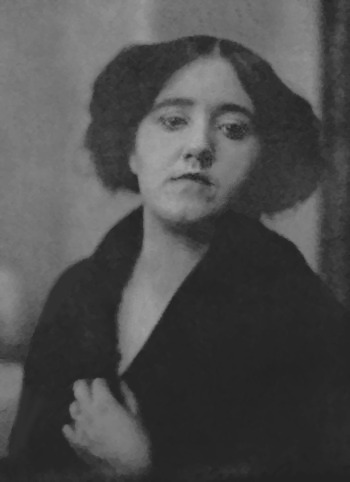
Sara Allgood em 1912

Sara Allgood (Dublin, 15 de outubro de 1879 – 13 de setembro de 1950) foi uma atriz irlandesa, naturalizada estadunidense.

## Biografia
Sara nasceu em Dublin (Irlanda). Começou sua carreira no Abbey Theatre e depois trabalhou no Irish National Theatre Society. Foi uma atriz habitual nas primeiras películas de Alfred Hitchcock. Perdeu seu esposo (Gerald Henson) e sua filha recém nascida na pandemia de Varíola, de 1918. Foi membro da Ordem Hermética da Aurora Dourada (Golden Dawn). Naturalizou-se estadunidense em 1945. Morreu de um Infarto agudo do miocárdio, em Woodland Hills (Los Angeles), com 70 anos de idade.

## Filmografia parcial
- Blackmail (1929)
- Juno and the Paycock (1930)
- The Passing of the Third Floor Back (1935)
- Sabotage (1936)
- Kathleen Mavourneen (1937)
- How Green Was My Valley (1941) - Indicada para o Óscar de melhor atriz.
- O Médico e o Monstro (1941)
- Lydia (1941)
- That Hamilton Woman! (1941)
- Roxie Hart (1942)
- The War Against Mrs. Hadley (1942)
- This Above All (1942)
- Jane Eyre (1944)
- Kitty (1945)
- The Spiral Staircase (1946)
- My Wild Irish Rose (1947)
- The Accused (1949)